# شودرودا
شودرودا (به لاتین: Shodroda) یک منطقهٔ مسکونی در روسیه است که در داغستان واقع شده‌است.